# Angst (Hotel)

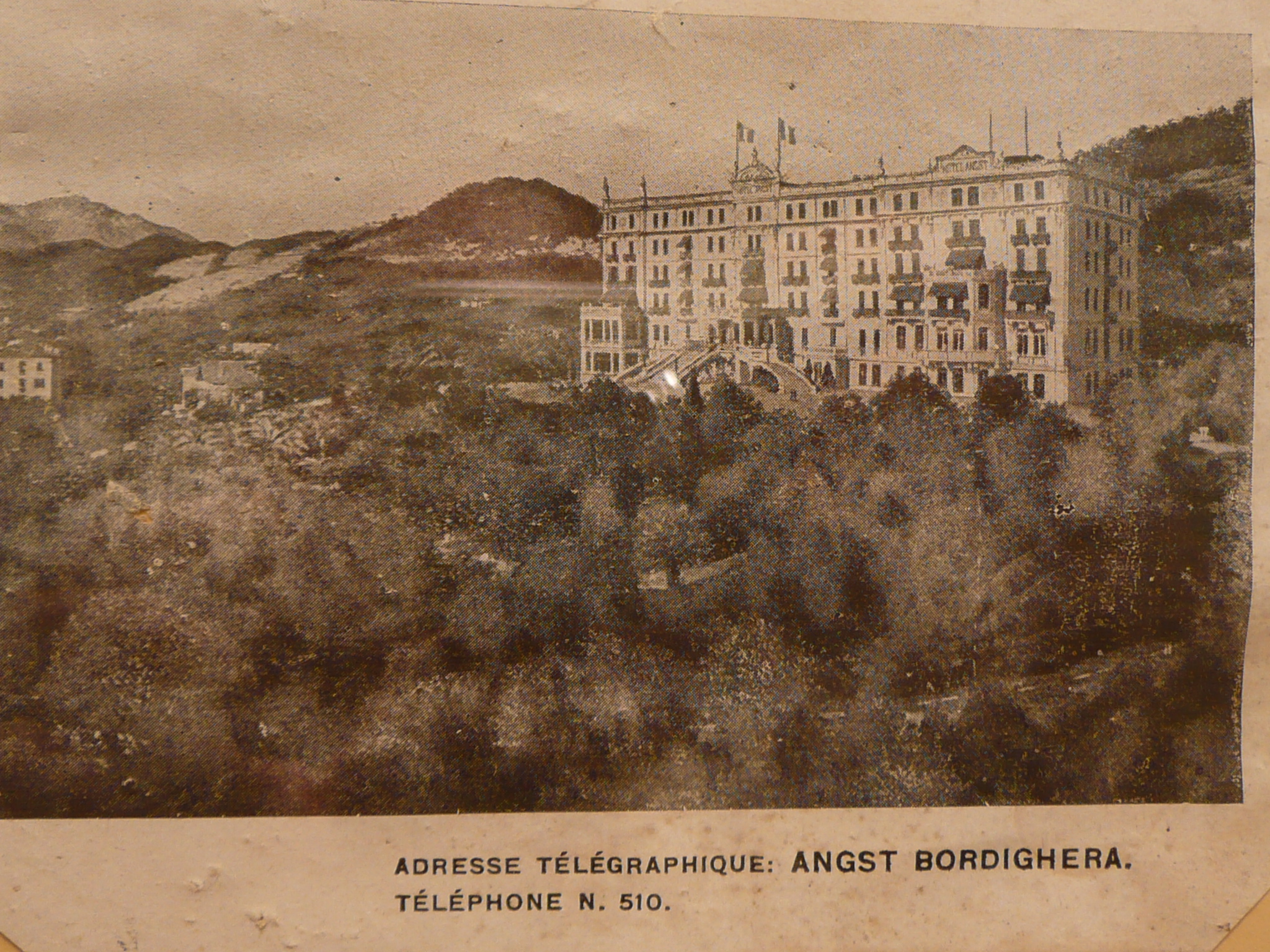
Hotel Angst zu seiner Glanzzeit

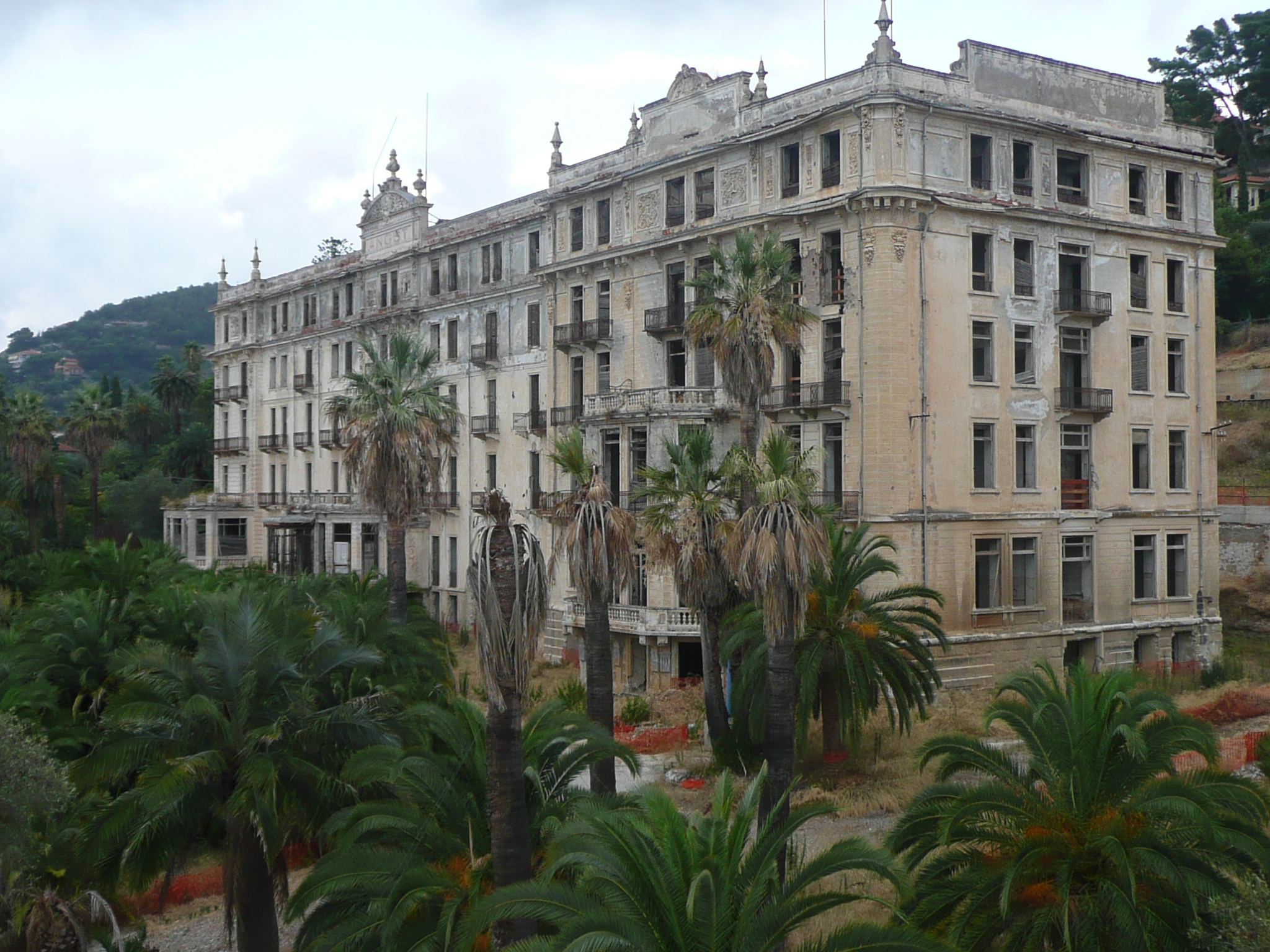
Hotel Angst im Verfall

Das Hotel Angst war ein Luxushotel an der italienischen Riviera in Bordighera.

## Geschichte
Das 1887 errichtete Haus gehörte ursprünglich einem Schweizer Hotelier namens Adolf Angst (1847–1924) (nicht identisch mit dem gleichnamigen Schweizer Textilunternehmer Adolf Angst) und wurde von einer vorwiegend britischen Klientel während der Wintermonate genutzt. Es war mit modernem Komfort ausgestattet, alle Zimmer wiesen elektrisches Licht und fließendes Warm- und Kaltwasser auf. Die Bettenkapazität des Hotels erlaubte eine Belegung mit hundert Gästen. Im Jahr 1900 kündigte angeblich Queen Victoria ihren Besuch im Hotel Angst an, der jedoch nie stattfand.
Ein wesentlicher Teil der Einnahmen des Hauses speiste sich aus seiner Nähe zum Glücksspieltourismus von San Remo. Im Ersten Weltkrieg wurde das Hotel zum Lazarett umfunktioniert. Nach der Wiedereröffnung gelang es nicht mehr, den Rang des Hauses während der Belle Époque zu erreichen. Einige Jahrzehnte dämmerte der stattliche Bau als Ruine dahin, die auffällige Aufschrift „Angst“ über dem Haupteingang machte es zum beliebten Fotomotiv.
Um 2013 fasste ein Mailänder Immobilienfonds nach mehr als 75 Jahren Verfall statt des allgemein erwarteten Abrisses Pläne einer Renovierung mit teilweiser Nutzung als Wohnungseigentum. 2017/18 begannen die Bauarbeiten.